# Božidar Stanišić
Božidar Stanišić (Visoko, 1956) è uno scrittore, poeta e traduttore bosniaco.

## Biografia
Si è laureato alla Facoltà di Filosofia all'Università di Sarajevo presso il dipartimento di storia e letteratura jugoslava. Dal 1981 molte sono le sue pubblicazioni, critiche e saggi nonché radiogrammi per libri d'infanzia. Già scrittore e docente di lingua e letteratura presso il liceo di Maglaj, località a nord di Sarajevo, dal 1992 insieme alla famiglia abita in Friuli a Zugliano in provincia di Udine in seguito al suo rifiuto di imbracciare le armi e portare una divisa in conseguenza allo scoppio delle guerre jugoslave in Bosnia ed Erzegovina.

## Opere
In Italia e altrove, oltre a diversi contributi di critica letteraria, sono state pubblicate le raccolte di racconti:
- I buchi neri di Sarajevo (MGS Press, Trieste,1993  - traduzione di A. Parmeggiani e R. Molesi); un racconto di questo libro è stato inserito nel "Dizionario di un Paese che scompare", a cura di N. Janigro, Manifestolibri, Roma 1994); la ristampa di questo libro è edita dalla Bottega Errante, Udine 2016, 2018.
- Tre racconti (Associazione “E. Balducci”, Zugliano 2002 – traduzione di A. Parmeggiani).
- Bon Voyage (Nuova Dimensione, Portogruaro 2003 – traduzione di A. Parmeggiani).
- Il cane alato e altri racconti (Perosini editore, Verona 2007 – traduzione di A. Parmeggiani); un racconto di questo libro è stato inserito nella panorama della narrativa bosniaco-erzegovese del Novecento Racconti dalla Bosnia, a cura di Giacomo Scotti  (Diabasis edizioni, Reggio Emilia 2006).
- Piccolo, rosso (Cosmo Iannone editore, Isernia 2012 – scritto in italiano).
- La cicala e la piccola formica (racconto per l’infanzia - Bohem press, Trieste 2011 – scritto in italiano); pubblicato in cinese - 2016.
- Portacenere (long story, 2016. www.patrialetteratura.com – scritto in italiano).
- Pepeljara i druge priče (e.book), Mediart, Novi Sad 2019.

Romanzi:
- Gost Ivana Nikolajeviča (Club degli scrittori Brčko, Bosnia – 2017).
- Žirafa u čekaonici (Ultimatum, Beograd 2018); La giraffa in sala d’attesa (traduzione: Alice Parmeggiani), Bottega Errante, Udine 2019.

Raccolte poetiche:
- Primavera a Zugliano (1993, 1994).
- Non poesie (1996).
- Metamorfosi di finestre (1998) - tutte opere pubblicate dall'Associazione "Ernesto Balducci" di Zugliano.
- La chiave in mano/Ključ na dlanu - edizione bilingue di vecchie e nuove non poesie tradotte da Alice Parmeggiani (Campanotto editore, Udine 2008).

Testo teatrale:
- Il sogno di Orlando (edizione privata, 2006 – scritto in italiano).

Diversi racconti, saggi e poesie sono sparsi in numerose antologie italiane e straniere, tra cui:
- Nuovo Planetario Italiano - Geografia e antologia della letteratura della migrazione in Italia e in Europa (Editore Città aperta, Troina 2006 – a cura di Armando Gnisci).
- Ai confini del verso – poesia della migrazione in italiano (Le Lettere, Firenze 2007, a cura di Mia Lecomte; questa panoramica è pubblicata anche in inglese: A New Mapp: The Poetry od Migrant Writes in Italy, New York 2011).
- L’italiano degli altri (Newton Compton Editori, Roma 2010, a cura di Dante Marianacci e Renato Minore).
- Libri migranti (Cosmo Iannone Editore, Isernia 2016, a cura di Melita Rihter).
- Pubblichiamoli a casa loro (Edizioni Ensemble, Roma 2018).

Rosanna Morace gli dedica un capitolo del suo libro Letteratura mondo italiana (Edizioni ETS, Pisa 2012) e la rivista El-Ghibli un supplemento (Anno 13, numero 51, marzo 2016). Vari suoi scritti sono pubblicati su riviste, Kumà, Sagarana, Locutio e portali on line, fra cui: El-Ghibli, Osservatorio Balcani Caucaso di Rovereto.
Diversi suoi testi e opere sono stati tradotti in: sloveno, inglese, francese, albanese, giapponese e cinese..